# Inmigración armenia en Turquía
Los inmigrantes armenios en Turquía (en armenio: Թուրքահայեր, Պոլսահայեր, el último de los cuales significa armenio de Estambul) tienen una población estimada que fluctúa entre 40.000 a 70.000 (1995), pero no existe censo oficial dado que la mayor parte son trabajadores ilegales. La mayoría está concentrada alrededor de Estambul y profesan la fe apostólica armenia.

## Historia
Los armenios con ciudadanía turca son el remanente de una, alguna vez, gran comunidad al interior del Imperio otomano. Durante el Imperio Otomano, fueron activos en campos como los negocios, así como los griegos y los judíos. Los estimados referidos a la Población armenia otomana en la década previa a la Primera Guerra Mundial fluctúan en un rango entre 1,5 y 2,5 millones.[cita requerida]
Para fines del siglo XIX, la pobreza y tensiones étnicas provocaron la emigración de unos 100.000 armenios a Europa y al continente americano. Entre 1894 y 1897, al menos 100.000 armenios fueron asesinados durante las masacres hamidianas. Posteriores masacres en 1909 causaron la muerte de un estimado de 20.000 a 30.000 armenios. Siguió el Genocidio armenio en 1915, durante el cual el gobierno otomano deportó a más de un millón y medio de armenios (cerca al 75% de toda la población armenia en el Imperio Otomano en 1915). Muchos murieron, mientras que alrededor de 300.000 fueron adoptados o se casaron con turcos y kurdos que conocieron en el camino. Muchos de los sobrevivientes terminaron en el norte de Siria y algunos regresaron a sus hogares en Turquía al final de la guerra.
En el periodo inmediato posterior a la Primera Guerra Mundial, las acciones militares llevadas a cabo por fuerzas nacionalistas turcas al sur de Turquía llevaron a la muerte de decenas de miles de armenios y cientos de miles de refugiados armenios. Las deportaciones masivas de los armenios sobrevivientes de Turquía continuaron a lo largo de la década de 1920, otros se fueron para huir de la pobreza o de la discriminación.

## Población

### Inmigrantes procedentes de Armenia
La comunidad armenia tradicional de Turquía se ve reforzada por un flujo constante de inmigrantes ilegales procedentes de Armenia que se instalan en Turquía en busca de mejores oportunidades de trabajo. A pesar de que en Armenia sea mal visto que «un armenio trabaje para un turco» debido a las difíciles relaciones que han mantenido los dos países desde hace un siglo, las autoridades turcas estiman que en 2010 había entre 22.000 y 25.000 ciudadanos armenios viviendo ilegalmente en Estambul. Muchos de ellos son empleados de hogar y trabajan en la limpieza o en la cocina. Una encuesta llevada a cabo en 2009 entre 150 trabajadores armenios inmigrantes mostró que la mayoría eran mujeres. En 2010, ante las presiones ejercidas por parlamentos extranjeros para que las masacres de 1915 fueran reconocidas como genocidio, el primer ministro turco, Erdoğan, declaró que de los 170.000 armenios que vivían en Turquía, 70.000 eran ciudadanos turcos pero que el país toleraba 100.000 trabajadores ilegales a los que podría expulsar. La tensión se relajó progresivamente y no se produjeron expulsiones. Baruyr Kuyumciyan, editor del periódico turco-armenio Agos, considera que el número de inmigrantes armenios ha sido exagerado porque solo se registra su entrada en el país y muchos no permanecen en Turquía sino que continúan su ruta hacia otros países europeos. Algunos inmigrantes armenios se han adaptado tanto a su vida en Turquía que ya no se plantean volver a su país de origen.
Desde 2011, las autoridades turcas permiten a los hijos de los armenios en situación ilegal estudiar en las escuelas de la minoría turco-armenia, pero sin poder obtener diplomas oficiales ya que no tienen nacionalidad turca. En Estambul pueden estudiar en una escuela armenia «de facto», creada sin estatus oficial en el sótano de una iglesia, que ofrece diplomas reconocidos solo en Armenia. Los dos hospitales de la comunidad armenia de la ciudad ofrecen ayuda sanitaria a los armenios indocumentados.
Según Baruyr Kuyumciyan, los inmigrantes armenios que se instalan en Turquía han tenido ya experiencia previa con el país a través de familiares o amigos suyos, por lo que Turquía no les suele resultar completamente extraña. Viven en una comunidad cerrada, con muy pocos contactos externos ni siquiera con la comunidad armenia turca, excepto por cuestiones de trabajo ya que muchos son personal doméstico en familias turco-armenias.

### Comunidad armenia de Turquía
La cantidad de personas de origen armenio que viven actualmente en Turquía es mayor que el número oficial indicado, el mismo que comprende armenios como por la definición de una minoría cristiana (ekalliyet). Durante el Genocidio Armenio, muchos huérfanos armenios fueron adoptados por familias musulmanas locales, quienes algunas veces cambiaban sus nombres y los convertían al Islam. Una fuente cita 300.000, pero otro análisis considera que esta cifra está sobredimensionada, inclinándose hacia unos 63.000, la figura citada en el Informe de 1921 del Patriarca Armenio de Constantinopla al Departamento de Estado de los Estados Unidos.
Cuando los trabajadores sociales y los armenios supervivientes empezaron a buscar y pedir el retorno de estos huérfanos armenios tras la Primera Guerra Mundial, solo un pequeño porcentaje fue encontrado y pudo reunirse con sus familiares, mientras que los demás continuaron viviendo como musulmanes. Además, algunas familias armenias se habían convertido al islam para escapar al genocidio. Debido a ello, en la actualidad, hay un número desconocido de personas de origen armenio en Turquía que no son conscientes de sus ancestros, así como alrededor de 100.000 armenios "clandestinos", denominados "cripto-cristianos".
Según un artículo escrito por el columnista de Zaman, Erhan Başyurt, İbrahim Ethem Atnur de la Universidad de Atatürk alega que el Estado está coludido con el Patriarcado para incrementar artificialmente la población armenia al sumar huérfanos turcos como si fueran armenios. En la década de 1960, algunas de estas familias se convirtieron de nuevo al Cristianismo y cambiaron sus nombres.
El periodista turco de origen armenio Hrant Dink sostuvo que la población actual de alrededor de 50.000 armenios es la mitad de la que fue hace ochenta años, como resultado de un intento deliberado de reducir a las minorías, durante el periodo de gobierno del Partido Único de la República de Turquía.
Actualmente, entre 40.000 y 70.000 armenios originarios de Armenia trabajan en Turquía, muchas veces de manera ilegal.